# 蔡用乂
蔡用乂（1509年—？），字行甫，號淡塘，錦衣衛旗籍，浙江海寧縣人，明朝政治人物。

## 生平
嘉靖十三年（1534年）甲午科順天府鄉試第一百二十五名舉人。嘉靖二十六年（1547年）中式丁未科會試第一百九十七名，登第二甲第二十九名進士。都察院觀政，授南京刑部主事，升郎中，出为辰州府知府。歷陕西、贵州副使，官至甘肃行太僕寺卿。

## 家族
曾祖蔡雨；祖父蔡晟；父蔡禎。嫡母夏氏；嫡母王氏；生母馬氏。永感下。兄蔡麒。弟蔡俊乂、惟乂、時乂。子文训、文谅、文试。